# Chhattisgarh

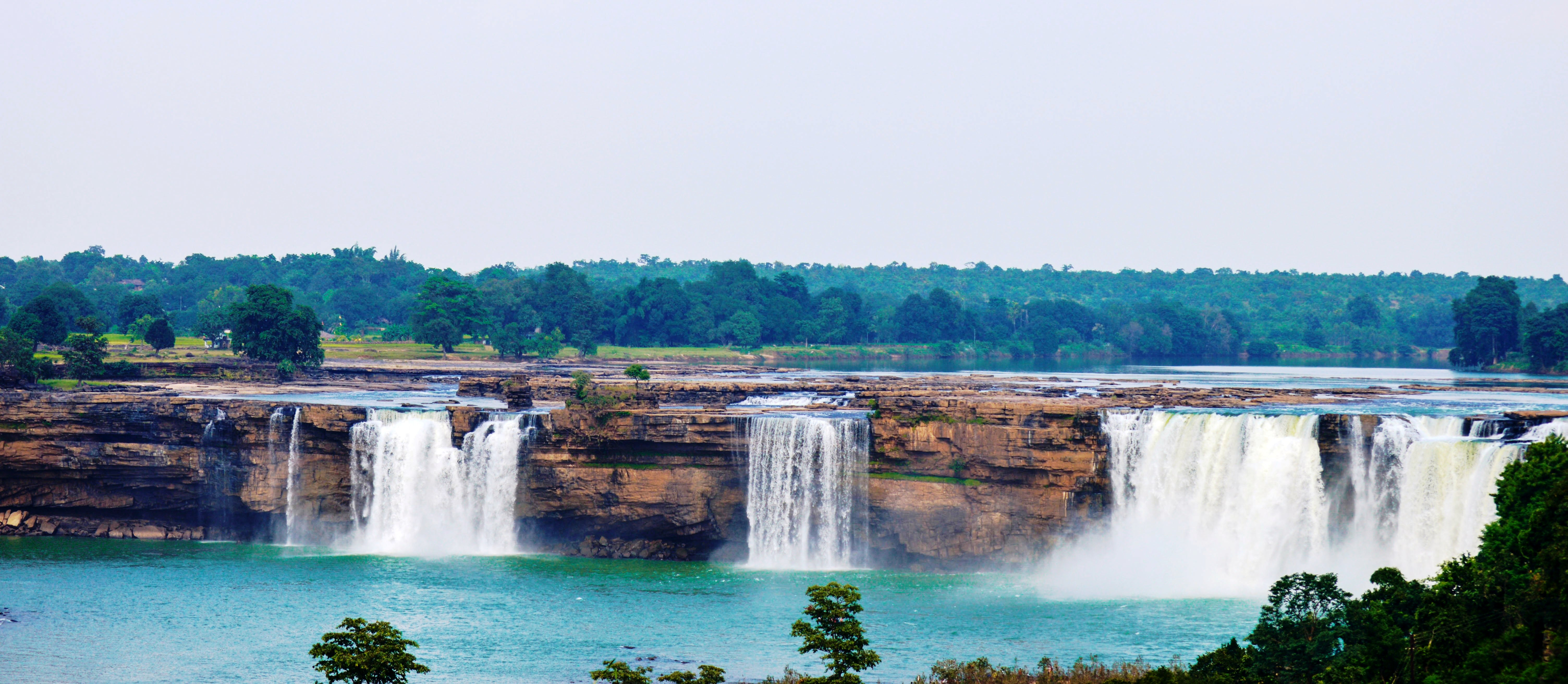
Cascada Chitrakote de lângă Jagdalpur

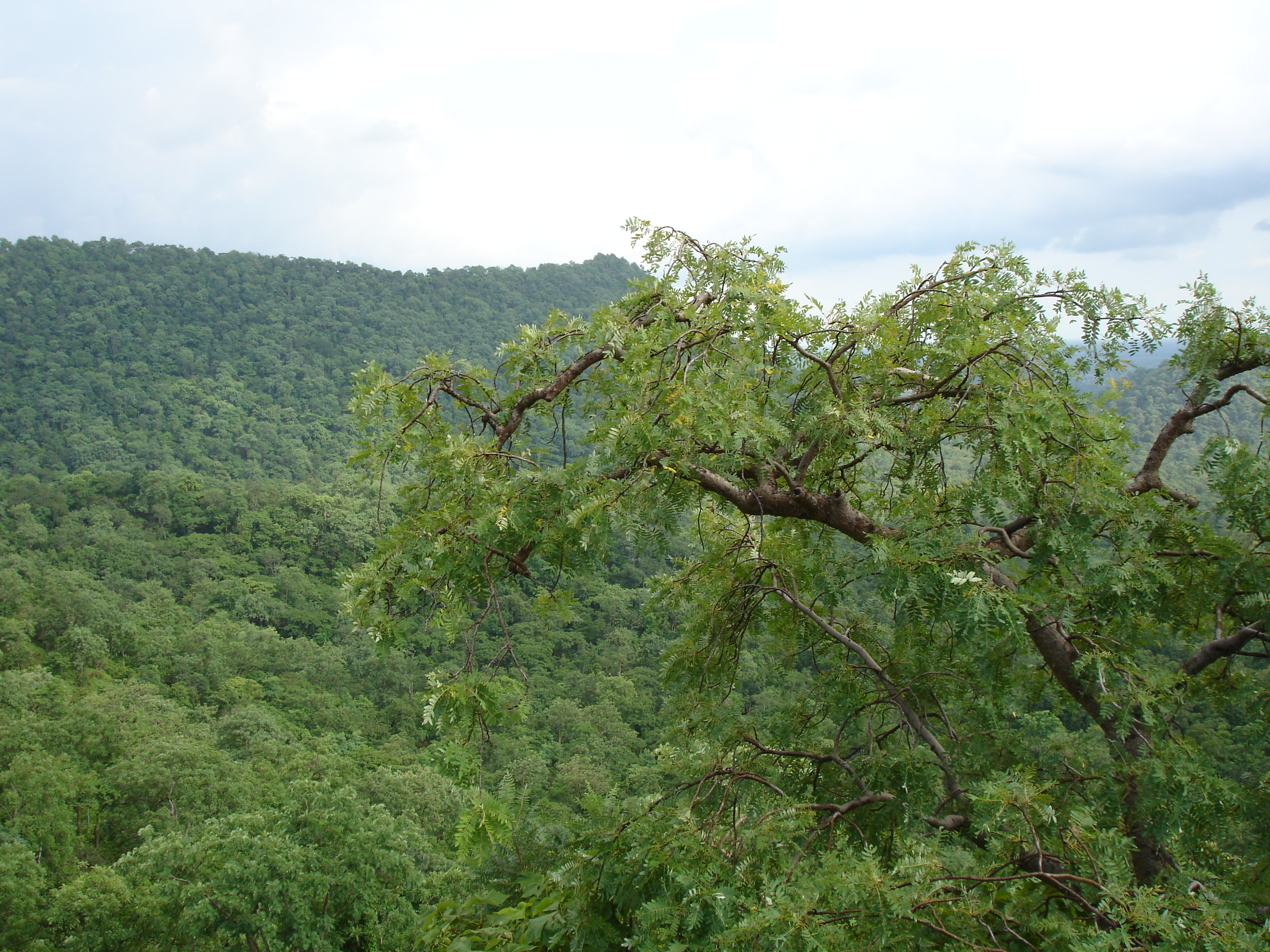
Păduri din districtul Kabirdham

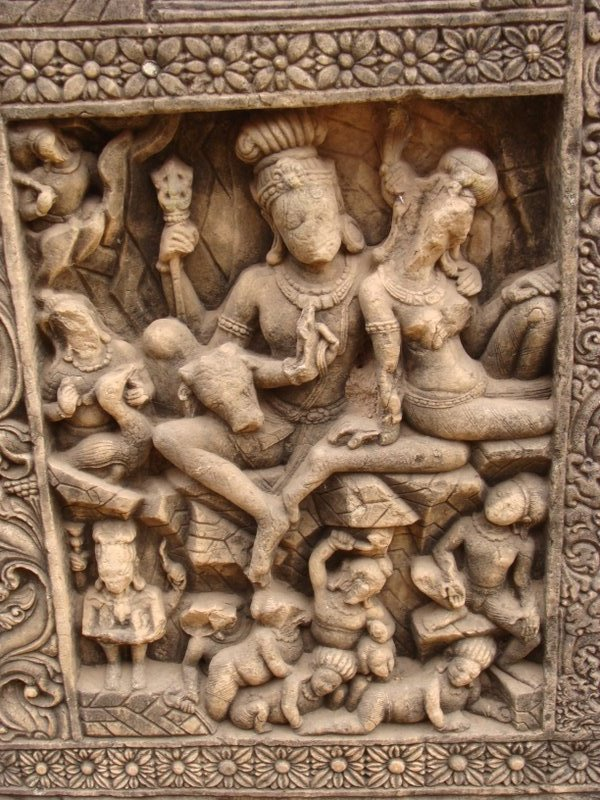
Sculpturi din templul hinduist din secolele X-XI din satul Malhar

Chhattisgarh (Chhatīsgaṛh însemnând 36 de cetăți) este un stat din centrul Indiei. Capitală este Raipur. Statul se învecinează cu Madhya Pradesh la nord-vest, Uttar Pradesh la nord, Jharkhand la nord-est, Maharashtra la sud-vest, Telangana și Andhra Pradesh la sud și Odisha la sud-est. La moment (2020) statul este format din 28 de districte.
Chhattisgarh este al nouălea stat din India ca suprafață cu 135.192 km2 și al șaptesprezecelea stat ca populație cu 32,2 milioane locuitori.
Statul a fost format pe 1 noiembrie 2000 din 10 districte de limbă chhattisgarhi și șase districte de limbă gondi aflate în partea de sud-est a statului Madhya Pradesh. Limba chhattisgarhi este vorbită de 61,9% din locuitorii statului, fiind însă considerată de Guvernul Indiei doar un dialect al limbii hindi.
Chhattisgarh este unul dintre statele indiene cu cea mai rapidă dezvoltare. Produsul intern brut al statului se ridică la 51 miliarde dolari SUA, iar PIB pe cap de locuitor reprezintă 1400 dolari SUA. Un stat bogat în resurse, Chhattisgarh este o sursă de electricitate și oțel pentru țară, producând 15% din totalul național de oțel, dar fiind și un mare producător de cărbune.